# 王鋌
王鋌（？—？），字紫長，号東峯，山东莱阳人（古登州府昌阳），清朝政治人物，進士出身。
雍正乙卯擧人，乾隆七年（1742年），登壬戌科進士，選庶吉士。散館改主事，歷任户部雲南司主事、福建司主事、户部贵州司员外郎、江南道监察御史、河南道监察御史，擢太常寺少卿、通政使司副使。乾隆三十三年，擔任太常寺卿；同年改任通政使。